# Acanthagrion viridescens
Acanthagrion viridescens là một loài chuồn chuồn kim trong họ Coenagrionidae.
Acanthagrion viridescens được Leonard miêu tả khoa học năm 1977.